# Jugendschutz.net
jugendschutz.net ist ein Unternehmen in Form einer gemeinnützigen GmbH, mit Sitz in Mainz, das auf Grundlage von §18 des Jugendmedienschutz-Staatsvertrags (JMStV) Jugendmedienschutz in „Telemedien“, also insbesondere im Internet, betreibt. Es wird gemäß JMStV von den Obersten Landesjugendbehörden, den Landesmedienanstalten und dem Bundesministerium für Familie, Senioren, Frauen und Jugend gemeinsam finanziert.
Gegründet wurde jugendschutz.net 1997 von den Jugendministerien der Länder als gemeinsame Zentralstelle; organisatorisch ist es seit dem Inkrafttreten des JMStV am 1. April 2003 an die Kommission für Jugendmedienschutz (KJM) angebunden und unterstützt diese und die obersten Landesjugendbehörden bei ihrer Arbeit. War jugendschutz.net ursprünglich nur für die Kontrolle von Mediendiensten (also Angeboten, die sich an die Öffentlichkeit richten) zuständig, wurde das Tätigkeitsfeld durch den JMStV zusätzlich auch auf interaktive und kommunikative Angebote wie Chats und Filesharing erweitert.
Verstoßen Internetangebote nach Meinung von jugendschutz.net gegen den JMStV, so weist das Unternehmen den Anbieter darauf hin und informiert die KJM über das Angebot.
jugendschutz.net ist z. T. umstritten. So wird auf Blogs von Zensurgegnern, beispielsweise vom AK Zensur kritisiert, die Firma übernehme „quasi hoheitliche Aufgaben des Staates“ und habe im Sinne der Akquisition von Projekten ein Interesse daran, das Internet als für Kinder und Jugendliche gefährlich darzustellen.